# Brokat (serial telewizyjny)
Brokat – polski serial obyczajowy z akcją osadzoną w latach 70. XX wieku, udostępniony 14 grudnia 2022 roku na platformie VOD Netflix.
Zdjęcia do produkcji powstawały w Trójmieście.

## Fabuła
Trzy wyemancypowane kobiety - Helena Michałowska (Magdalena Popławska), Pola (Wiktoria Filus) oraz Marysia (Matylda Giegżno) świadczą usługi seksualne, spotykając się z procesem uprzedmiatawiania osób pracujących w takiej roli.

## Obsada

### Główna
- Magdalena Popławska – Helena Michałowska
- Wiktoria Filus – Pola
- Matylda Giegżno – Marysia

### Drugoplanowa i epizodyczna
- Szymon Piotr Warszawski – Władek
- Bartłomiej Kotschedoff – Bogdan
- Łukasz Simlat – Adam
- Jędrzej Hycnar – Jurek
- Stanisław Linowski – Staszek
- Karolina Piechota – Basia, żona Władka
- Dorota Landowska – Anna, matka Poli
- Konrad Eleryk – Wojtek
- Robert Wabich – kontroler
- Masza Wągrocka – Luna
- Weronika Malik – Grażyna, koleżanka Marysi
- Cezary Kosiński – Hubert Pascale
- Katarzyna Warnke – Karmen
- Folco Marchi – Tomas Barre
- Beata Kawka – kierowniczka akademika
- Mateusz Król – Nikodem
- Robert Czebotar – ojciec Jurka
- Joanna Sydor – matka Jurka
- Aleksandra Domańska – młoda matka
- Izabela Baran – Jolka
- Bartłomiej Cabaj – Michał
- Izabela Dąbrowska – Bogusia
- Oskar Grzegorzewski – Józio, syn Poli
- Kazimierz Mazur – Rysiek
- Marcin Januszkiewicz – Jacek
- Magdalena Maścianica – Marcelina
- Przemysław Przestrzelski – Sławek
- Karol Wróblewski – Kozubowski

## Lista odcinków
| Odcinek | Reżyseria       | Scenariusz                                                | Premiera (Netflix) |
| ------- | --------------- | --------------------------------------------------------- | ------------------ |
|         |                 |                                                           |                    |
| 1       | Anna Kazejak    | Aleksandra Chmielewska, Sławomir Łonisk, Alicja Arocińska | 14 grudnia 2022    |
|         |                 |                                                           |                    |
| 2       | Anna Kazejak    | Maciej Kubicki, Sławomir Łonisk                           | 14 grudnia 2022    |
|         |                 |                                                           |                    |
| 3       | Marek Lechki    | Aleksandra Chmielewska, Alicja Arocińska                  | 14 grudnia 2022    |
|         |                 |                                                           |                    |
| 4       | Anna Kazejak    | Aleksandra Chmielewska                                    | 14 grudnia 2022    |
|         |                 |                                                           |                    |
| 5       | Marek Lechki    | Sławomir Łonisk                                           | 14 grudnia 2022    |
|         |                 |                                                           |                    |
| 6       | Marek Lechki    | Aleksandra Chmielewska                                    | 14 grudnia 2022    |
|         |                 |                                                           |                    |
| 7       | Rafał Skalski   | Aleksandra Chmielewska, Marek Baranowski                  | 14 grudnia 2022    |
|         |                 |                                                           |                    |
| 8       | Julia Kolberger | Aleksandra Chmielewska, Ewa Stec                          | 14 grudnia 2022    |
|         |                 |                                                           |                    |
| 9       | Rafał Skalski   | Aleksandra Chmielewska, Sławomir Łonisk                   | 14 grudnia 2022    |
|         |                 |                                                           |                    |
| 10      | Julia Kolberger | Aleksandra Chmielewska                                    | 14 grudnia 2022    |
|         |                 |                                                           |                    |